# Андорра, Хави
Хави Андорра́ Хулиа (кат. Xavier Andorrà Julià; 7 июня 1985) — андоррский футболист, нападающий клуба «Пас». Выступал за национальную сборную Андорры.

## Карьера

### В клубе
Хави Андорра начинал футбольную карьеру в клубе «Андорра», выступавшем в одном из региональных дивизионов Испании. В 2006 году он подписал контракт с испанским «Беникарло», который также участвовал в региональном чемпионате страны. Летом 2007 года нападающий перешёл в стан «Химнастико» из города Алькасар-де-Сан-Хуан. В этом клубе Андорра дебютировал в Терсере.
В 2008 году андоррский футболист стал игроком клуба «Бинефар», который находился в семнадцатой группе Терсеры. По итогам сезона команда финишировала на 18 месте и вылетела в региональный чемпионат. Хави Андорра принял решение вернуться в родной клуб, за который он играет до настоящего времени.
Летом 2015 года стал игроком «Интера» из Эскальдеса, который выступал во втором дивизионе Андорры. В сезоне 2015/16 он провёл 21 игру и забил 7 мячей. В сезоне 2016/17 играл лишь в первой части, в которой сыграл 10 игр и забил 3 гола, после чего покинул команду.

### В сборной
Дебютом на международной арене для Хави Андорры стал матч со сборной Англии, который проводился в рамках отбора к чемпионату Европы среди юношей до 16 лет. Игра состоялась 9 марта 2000 года, и англичане разгромили своих сверстников из Андорры со счётом 8:0. С 2001 года по 2003 года являлся игроком сборной до 19 лет, где сыграл в девяти играх.
Позднее нападающий привлекался к матчам своей национальной сборной для различных возрастов. В 2006 году провёл 2 поединка за молодёжную сборную Андорры до 21 года.
В 2005 году Андорра сыграл свой первый матч за главную сборную своей страны. В 2006 году он провёл 1 встречу в рамках отбора к чемпионату мира 2006 против Чехии. В отборе на следующее первенство мира по футболу игрок поучаствовал в 8 матчах, в каждом из которых сборная Андорры проиграла.
В 2010—2011 годах Хави Андорра принял участие в отборочном этапе к чемпионату Европы 2012. Андоррский нападающий выходил на замену в трёх играх (с Ирландией, Арменией и Словакией), однако не сумел помочь своей команде избежать поражения во всех этих матчах. По данным на конец 2011 года в активе Андорры 24 матча за сборную Андорры и ни одного забитого гола.

## Личная жизнь
Работает банкиром